# Anton Korb
Franz Anton Korb (getauft 3. April 1763 in Platten; † 12. September 1821 in Breitenbach) war ein böhmischer Bäcker- und Müllermeister, Fabrikant und Unternehmer.

## Biografie
Korb war der jüngste Sohn des Hammermüllers Johann Caspar Korb (1710–1781) und dessen Ehefrau Maria Veronica geborene Morbach (1722–1802) aus Breitenbach im böhmischen Teil des Erzgebirges. Die Mühle lag direkt am Breitenbach unmittelbar an der Grenze zum Kurfürstentum Sachsen gegenüber von Johanngeorgenstadt. Der Bruder seiner Mutter Johann Joseph Morbach (1709–1777) wurde Bürgermeister der Bergstadt Platten und besaß darüber hinaus das Blaufarbenwerk Silberbach.
1812 übernahm Anton Korb gemeinsam mit Johann Joseph Kunzmann (1773–1826) den Spitzenbetrieb seines kinderlosen Schwagers Franz Anton Gottschald (1763–1813), der seine ältere Schwester Maria Franziska (1758–1826) geheiratet hatte. Als Gesellschafter der Firma fungierte der verwandte Großhändler und Blaufarbenwerksbesitzer Felix Kerl (1802–1876) aus Platten. Mit großen Engagement führten sie das im Jahre 1780 (anderen Angaben zufolge bereits 1750) gegründete Unternehmen unter dem Namen k. k. priv. Spitzenfabrik Anton Gottschald & Comp. fort.
1820 waren in der Firma bereits 8.561 Heimarbeiter aus Hirschenstand sowie auch aus den benachbarten Orten St. Joachimsthal, Graslitz, Neudek, Sauersack usw. beschäftigt. Die k. k. privilegierte Spitzenfabrik stieg zum bedeutsamsten Unternehmen für die Erzeugung von Spitzen auf. Die Erzeugnisse wurden nach Wien, Graz, Pest und anderen Orten der k. k. Monarchie bis über die Grenzen hinaus nach Sachsen abgesetzt.
Die Hammermühle übernahm der Sohn Joseph Carl Korb. Dieser verkaufte die frühere Hammermühle am 24. März 1860 an Franz August Clauß (1824–1897), der zuvor Mühlenbesitzer in Eibenstock war. Die Claußmühle bestand bis nach dem Ende des Zweiten Weltkrieges und wurde dann nach der Vertreibung der Deutschen aus der Tschechoslowakei abgerissen.

## Familie
Korb war seit dem 8. Juni 1789 mit Theresia geborene Gottschald (1771–1833) aus Hirschenstand verheiratet war. 1790 kam ihr erstes Kind Johann Michael Korb in Hirschenstand zur Welt. Der zweite Sohn, Joseph Anton, wurde 1792 in der Hammermühle in Breitenbach geboren, wohin die Familie umgezogen war. Hier erblickte auch Karl Kaspar Korb 1796 das Licht der Welt sowie 1800 die Tochter Maria Anna. Als 1833 Theresia Kolb in der Hammermühle in Breitenbach im Alter von 65 Jahren starb, war Anton Kolb bereits tot.